# Światłocień

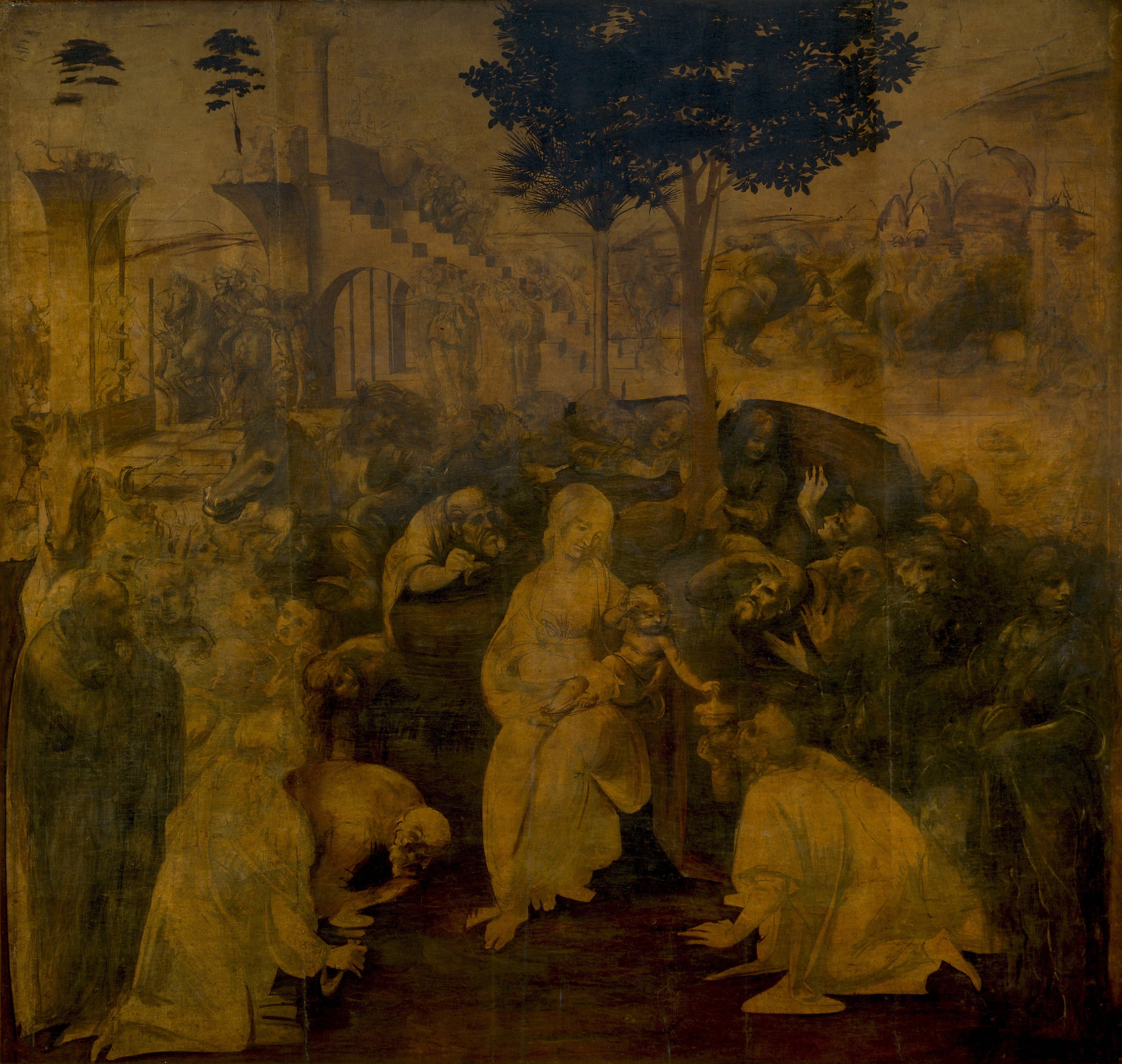
Leonardo da Vinci, Pokłon Trzech Króli, 1481-1482.

Światłocień (czasami nazywany także chiaroscuro) – technika malarstwa polegająca na różnicowaniu natężenia światła i eksponowaniu jego kontrastów. Artysta operujący tą techniką zwraca uwagę na wartości malarskie oświetlenia poszczególnych elementów swojej kompozycji. W zależności od miejsca, skąd pada światło, część z nich jest oświetlona, bardzo wyraźna, część natomiast – zacieniona. Zastosowanie światłocienia daje wrażenie trójwymiarowości ukazywanych przedmiotów. Światłocień pozwala realistycznie ukazać wnętrza i tak komponować przestrzeń obrazu, by światłem podkreślić główne elementy kompozycji. Technika ta wzmaga dramatyzm przedstawionych scen.
Światłocień być może stosowany był już w malarstwie antycznym. W sztuce zachodnioeuropejskiej światłocień jako pierwszy na szeroką skalę wykorzystywał Leonardo da Vinci, między innymi na obrazie Pokłon Trzech Króli. 
Odmianą światłocienia jest tenebryzm.